# ГЕС Yǔchéng
ГЕС Yǔchéng (雨城水电站) — гідроелектростанція у центральній частині Китаю в провінції Сичуань. Знаходячись між ГЕС Feixianguan (вище по течії) та ГЕС Дасин, входить до складу каскаду на річці Qingyi, яка приєднується ліворуч до Дадухе незадовго до впадіння останньої праворуч до Міньцзян (велика ліва притока Янцзи).
У межах проєкту річку перекрили бетонною греблею висотою 32 метри та довжиною 225 метрів, яка утримує водосховище з об'ємом 10,9 млн м3 та нормальним рівнем поверхні на позначці 598,5 метра НРМ (під час повені до 599,5 метра НРМ).
Пригреблевий машинний зал обладнали трьома турбінами типу Каплан потужністю по 20 МВт, які використовують напір у 15,5 метра та забезпечують виробництво 311 млн кВт·год електроенергії на рік.